# Ravenska pot
Ravenska pot je nezahtevna registrirana planinska pot na območju Raven pri Šoštanju za katero skrbi Planinsko društvo Šoštanj. Planinsko pot so otvorili leta 2004.

## Opis poti
- športno igrišče v Spodnjih Ravnah
- Puc
- priključitev na planinsko pot od Šoštanja do Forhteneka
- Forhtenek
- Vrholanov vrh
- Konovšek
- Abidnik
- Ober
- Kavčnik
- Spodnje Ravne
- športno igrišče v Spodnjih Ravnah

Krožna pohodniška pot večinoma poteka po kolovozih in gozdnih stezah, nekaj pa tudi po cestah. Najvišji vrh poti je Vrholanov vrh (710 m), ki je hkrati zelo lepa razgledna točka nad Šaleško dolino.